# Port de Valleyfield
Le Port de Valleyfield est le seul port autonome sous gestion municipale au Canada.

## Histoire
Souhaitant profiter de cette imposante réalisation, la Ville de Salaberry-de-Valleyfield décide alors de construire son propre port au coût de 1,6 M$[précision nécessaire].
C’est donc le 18 juin 1965 qu’on procède à la première pelletée de terre en présence des personnalités politiques suivantes :
- Charles Mills Drury, ministre de l’Industrie et de la Production de la défense;
- George James McIlraith, président du Conseil privé;
- Robert Cauchon, maire de Salaberry-de-Valleyfield;
- Maurice Lamontagne, secrétaire d’État;
- Gérald Laniel, député de Beauharnois-Salaberry.

Une année plus tard, soit le 23 juin 1966, le M/V Christine est le premier navire à s’accoster au Port de Valleyfield avec une cargaison de phosphate. Construit au départ pour assurer l’approvisionnement en matières premières des entreprises Canadian Electrolytic Zinc (CEZ) et Les Engrais du St-Laurent, il s’est vite affirmé un pilier logistique pour l’ensemble des complexes industriels de la région du sud-ouest de la Montérégie. Pour plusieurs clients suprarégionaux, le Port de Valleyfield constitue un choix économique de grande valeur, tant en approvisionnement qu’en distribution.
Depuis le 26 mai 2023, le port est exploité par l’entreprise de transports maritimes Desgagnés,.

## Trafic maritime
En 2018, 137 navires se sont arrimés à l’un ou l’autre des huit quais. Ce qui en fait le 3e plus achalandé de la Voie maritime du Saint-Laurent en termes de chargements entrants. Annuellement, quelque 130 navires en provenance ou à destination de marchés commerciaux internationaux et nationaux font escale à Salaberry-de-Valleyfield. Outre le Canada et les États-Unis, notons l’Allemagne, l’Autriche, la Belgique, la Corée du Sud, l’Espagne, les Pays-Bas, le Portugal, le Royaume-Uni, la Russie, la Suède, la Turquie et le Venezuela,.